# Tenafly
Tenafly is een plaats (borough) in de Amerikaanse staat New Jersey, en valt bestuurlijk gezien onder Bergen County.

## Demografie
Bij de volkstelling in 2000 werd het aantal inwoners vastgesteld op 13.806.
In 2006 is het aantal inwoners door het United States Census Bureau geschat op 14.390, een stijging van 584 (4.2%).

## Geografie
Volgens het United States Census Bureau beslaat de plaats een oppervlakte van
13,4 km², waarvan 11,9 km² land en 1,5 km² water.

## Geboren
- Mira Sorvino (1967), actrice
- Adam Rothenberg (1975), acteur

## Plaatsen in de nabije omgeving
De onderstaande figuur toont nabijgelegen plaatsen in een straal van 4 km rond Tenafly.